# Артериальный конус
Артериальный конус (лат. conus arteriosus) — пульсирующая мускулистая часть сердца, из которой берёт начало артериальная система рыб (кроме костистых) и земноводных, лежащая непосредственно впереди от желудочка.
Он особенно развит и содержит несколько рядов клапанов у акул, ганоидов и двоякодышащих рыб, а у прочих рыб артериальный конус редуцируется и входит в состав стенки желудочка, причем удерживается лишь передний ряд клапанов. Артериальный конус различим в сердце амфибий в виде трубчатого, разделённого продольной перегородкой отдела, но он неразличим у амниот.